# Krampanjaure
Krampanjaure är en sjö i Krokoms kommun i Jämtland och ingår i Indalsälvens huvudavrinningsområde. Sjön har en area på 0,0546 kvadratkilometer och ligger 737,4 meter över havet.

## Delavrinningsområde
Krampanjaure ingår i det delavrinningsområde (710039-139223) som SMHI kallar för Mynnar i Stor-Stensjön. Medelhöjden är 786 meter över havet och ytan är 1,52 kvadratkilometer. Räknas de 5 avrinningsområdena uppströms in blir den ackumulerade arean 11,91 kvadratkilometer. Vattendraget som avvattnar avrinningsområdet har biflödesordning 5, vilket innebär att vattnet flödar genom totalt 5 vattendrag innan det når havet efter 326 kilometer. Avrinningsområdet består mestadels av kalfjäll (94 procent). Avrinningsområdet har 0,06 kvadratkilometer vattenytor vilket ger det en sjöprocent på 3,6 procent.